# 아프리카
아프리카(Africa)는 아시아, 아메리카에 이어 세계에서 3번째로 큰 대륙이다. 면적은 주변 섬을 합하여 30,370,000km2으로, 지표 표면의 6%이며, 육지 면적의 20.4%를 차지한다. 61개 영토에 11억 명(2014년 기준)이 살고 있으며, 세계 인구의 14.8%에 해당한다. 아프리카 대륙 주변으로 북쪽에는 지중해, 북동쪽에는 수에즈 운하와 홍해, 남동쪽에는 인도양, 서쪽에는 대서양이 있다. 이 대륙에는 분쟁 지역인 소말릴란드를 빼고 마다가스카르와 여러 도서 지역을 포함하여 총 55개국이 있다. 아프리카 연합에서는 서사하라를 정식으로 국가로 인정하여 55개국으로 분류하고 있다.
아프리카 중 특히 동아프리카는 학계에서 현생 인류와 사람과 계열의 발상지로 여겨지는데, 초기 인류와 그 조상이 발견되었으며, 약 20만 년 전 에티오피아에서 발견된 초기 호모 사피엔스와 더불어 700만 년 전에 발견된 사헬란트로푸스 차덴시스, 오스트랄로피테쿠스 아프리카누스, 오스트랄로피테쿠스 아파렌시스, 호모 에렉투스, 호모 하빌리스, 호모 에르가스테르 등의 많은 유인원들도 발견되었다.
적도가 지나며, 다양한 기후대가 나타난다. 또 북부 온대에서 남부 온대가 걸쳐있는 유일한 대륙이기도 하다.

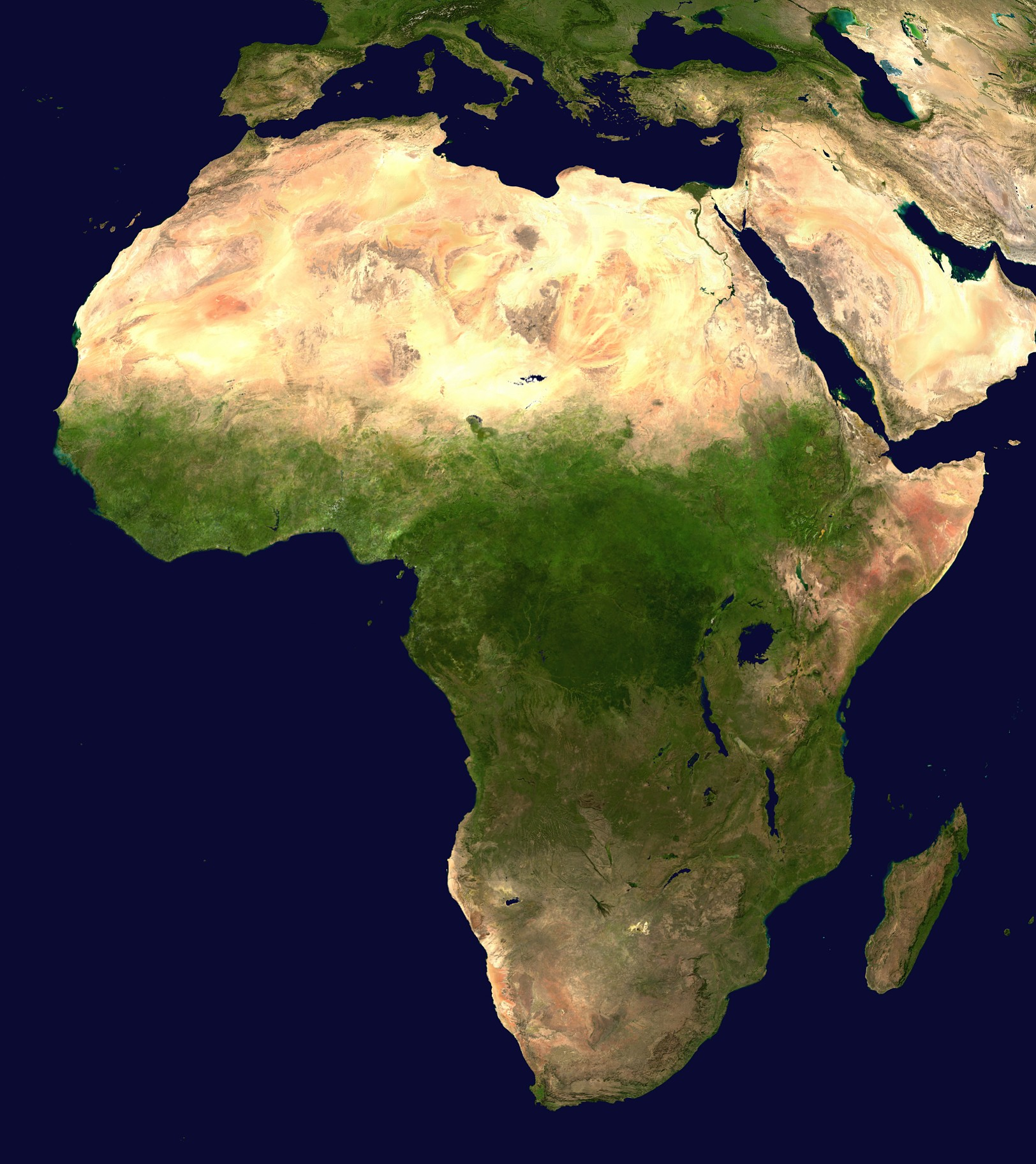
아프리카의 인공위성 합성사진

아프리카에서 가장 넓은 나라는 알제리이며, 가장 작은 나라는 동부 해안에서 떨어진 세이셸 군도이다. 대륙 본토에서 가장 작은 나라는 감비아이다.

## 어원
아프리(Afri)는 카르타고와 인접한 북아프리카에 살던 여러 민족의 이름이었다. 이 이름은 보통 페니키아어로 "먼지"를 뜻하는 아파르(afar)와 연관되는데, 1981년의 어느 이론에 따르면 이것은 "동굴"을 뜻하는 베르베르어 낱말 이프리(ifri)나 이프란(ifran)에서 나온 말로, 동굴에 사는 사람을 이른다고 한다 아프리카 또는 이프리, 아페르는 알제리와 트리폴리타니아의 바누 이프란족의 이름이다.(아프란의 베르베르 부족)
로마 시대에 카르타고는 아프리카 속주의 도읍으로, 이 지역은 오늘날 리비아의 해안도 포함되었다. 라틴어 접미사 "-ca"는 "나라" 혹은 "땅"을 의미한다. 나중에 지금의 튀니지 땅에 들어선 무슬림 왕국 이프리키야(Ifriqiya)에도 이 이름 형태가 남아있다.
"아프리카"의 다른 어원으로는 다음과 같다.
- 1세기경 유대인 역사가 플라비우스 요세푸스는 아프리카가 창세기 25:4에 따라 아브라함의 손자 에벨 (Epher)의 이름에서 나왔으며, 그 후손이 리비아를 침공했다고 주장하였다.
- 세비야의 이시도로에 따르면 라틴어 낱말 aprica'("햇볕 쬐는")이 언급되어 있다.
- 그리스어로 "추위가 없는"이라는 뜻의 aphrike가 있다. 이 말은 레오 아프리카누스(1494~1554)가 제시한 것으로, 그리스어 phrike(φρ?κη, "추위", "공포")에 결성어 접두사 "a-"를 붙여 추위와 공포가 없는 땅을 가리킨다는 것이다.
- 1881년 매시(Massey)는 이집트어 af-rui-ka("카가 열리는 쪽으로 바꾸는")에서 어원을 찾았다. 카(ka)는 사람 각자에 있는 정기로써, "카가 열린다"는 것은 자궁이나 출생을 뜻한다. 즉 이집트어로 보면 아프리카란 "고향"이란 뜻이 된다.[8]

## 자연 환경

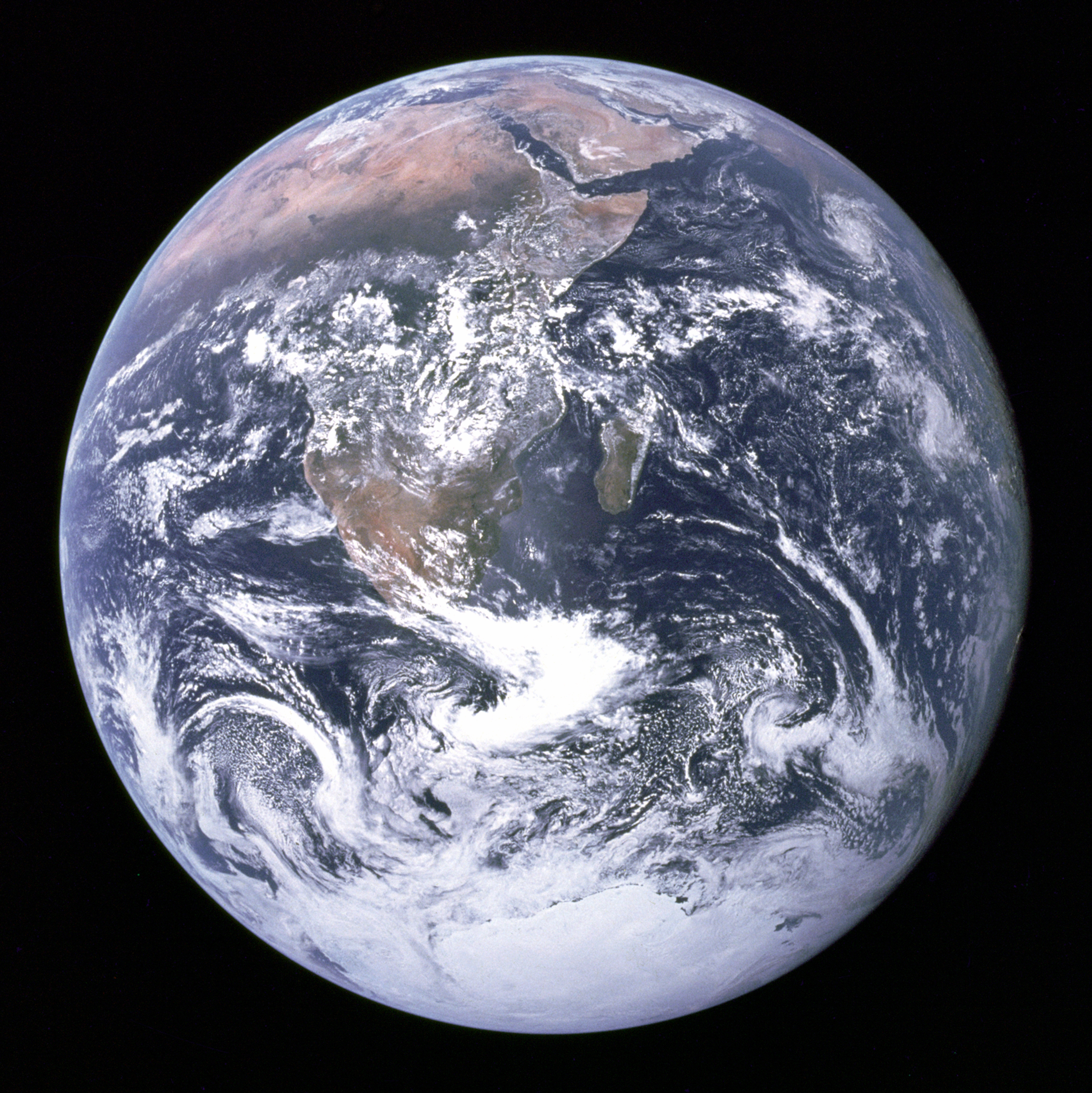
우주에서의 아프리카. 남쪽으로는 남극, 그리고 구체의 상부에 사하라 사막과 아라비아 반도가 보인다.

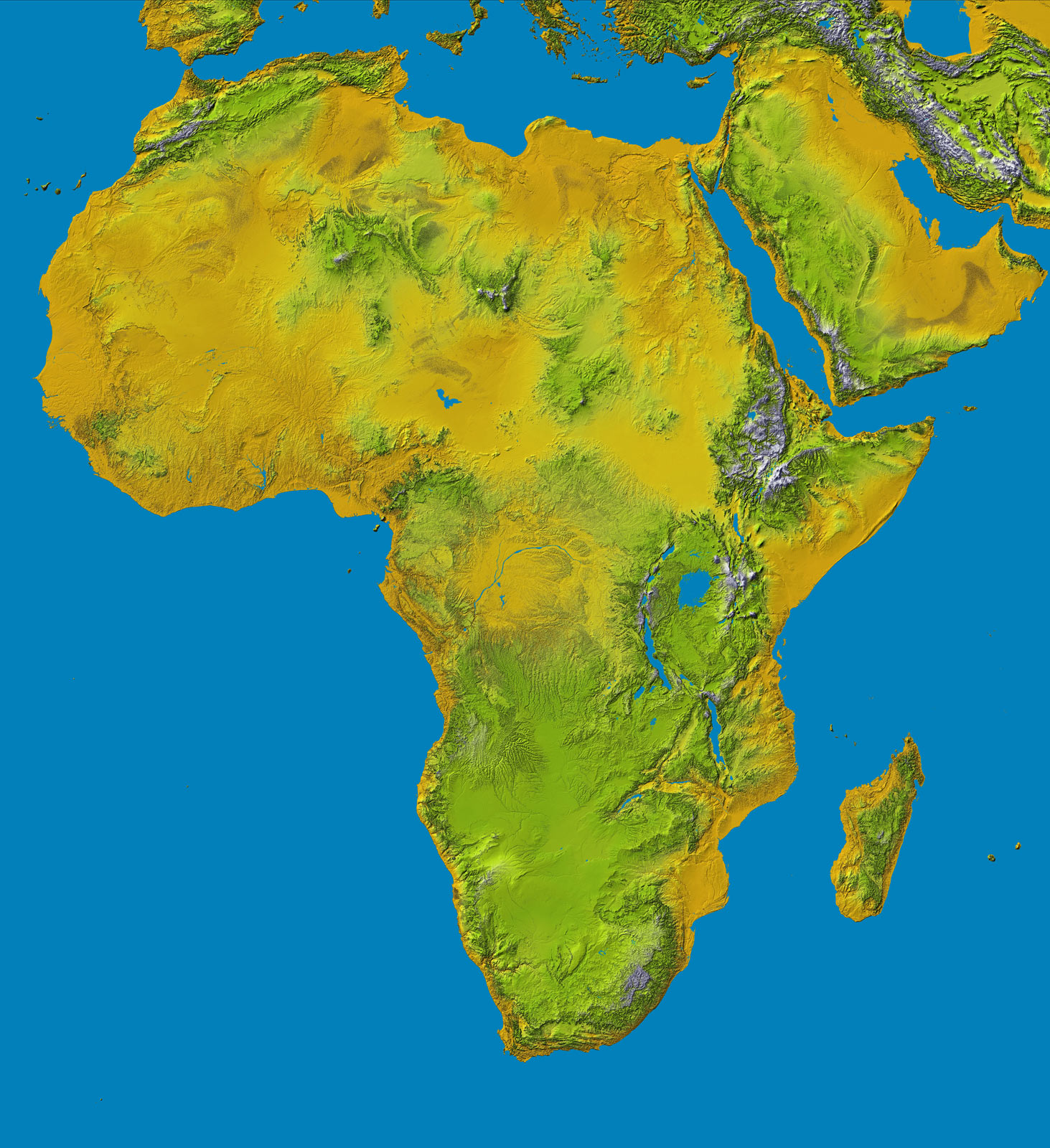
아프리카의 지형

### 지리
아프리카는 지중해를 사이로 유럽과 떨어져 있고, 아시아와는 대륙의 북동쪽 끝에 폭 163km의 수에즈 지협(수에즈 운하가 지나간다)으로 이어진다. (지정학적으로 수에즈 운하 동쪽에 있는 이집트의 시나이반도는 아프리카의 일부로 여겨지기도 한다.)
대륙 최북단 튀니의 라스 벤 사카림(37°21′ N)에서 대륙 최남단 남아프리카 공화국의 아굴라스 곶( 34°51′15″ S)까지 거리가 약 8,000 킬로미터에 이른다. 또 대륙 최서단 베르데곶(17°33′22″ W)부터 대륙 최동단 소말리아 라스 하푼(51°27′52″ E)까지 거리는 약 7,400km이다. 해안선은 26,000km로 굴곡이 매우 적은데, 면적이 아프리카의 1/3 정도인 10,400,000 km2밖에 되지 않는 유럽은 해안선이 32,000km에 이른다.
고대 로마의 기록에 따르면 "아시아"는 아나톨리아와 동방의 여러 지역을 일컬었고, 아프리카는 이집트의 서쪽을 이르는 말이었다. 두 대륙의 정확한 구분선은 지리학자 프톨레마이오스가 그었는데, 본초자오선을 알렉산드리아로 잡고, 홍해와 수에즈 지협을 두 대륙의 경계로 삼았다. 유럽인들이 아프리카 대륙의 진짜 규모를 알게 되자, '아프리카'의 의미는 확대되었다.
지리적으로 아프리카는 아라비아반도, 이란의 자그로스산맥, 터키의 아나톨리아 고원을 포함하며, 유라시아판과 충돌하는 아프리카판을 이룬다. 에티오피아구와 사하라-아라비아 사막은 북쪽과 생물지리학적으로 통합되어 있으며, 아프리카아시아어족도 북쪽 지역을 언어학적으로 결합하고 있다.

### 지질
현재 아프리카판은 에티오피아에서 서부 모잠비크까지 이어지는 동아프리카 열곡대에 의해 둘로 나누어지고 있다. 이 부분에서는 지진과 화산 활동이 활발하다. 다른 곳에서의 지진은 비교적 드문 편이지만 최근에 일어난 곳은 지중해 일대와 맞닿아 있는 모로코, 알제리에서 자주 관측되기도 한다.

### 기후와 생물
아프리카의 기후는 열대에서 고산지의 아북극에 이른다. 북부 지역은 건조하거나 사막이며, 중부와 남부 지역에는 사바나 초원과 울창한 밀림(열대우림)이 있다. 둘 사이에는 수렴 지대가 있으며 식생은 주로 사헬이나 스텝이 지배적이다.
아프리카는 세계에서 야생 동물의 수와 종류, 영역, 분포 밀도에서 가장 높은 곳으로 보이며, 큰 육식 동물(사자, 하이에나, 치타 등)과 초식 동물(물소, 영양, 코끼리, 낙타, 기린 등)이 인간이 소유하지 않은 평원에 자유로이 살고 있다. 또 아프리카는 온갖 밀림 생물(뱀이나 영장류)이나 수생 생물(악어나 양서류)들의 서식지이다.

### 아프리카의 강과 호수
아프리카에는 세계에서 두번째로 긴 강인 나일강과 세계에서 수심이 제일 깊은 콩고강이 있고 세계에서 세번째로 큰 호수인 빅토리아 호수를 비롯해 아프리카의 대호수로 알려진 거대한 호수들이 있다.

## 역사

### 고역사

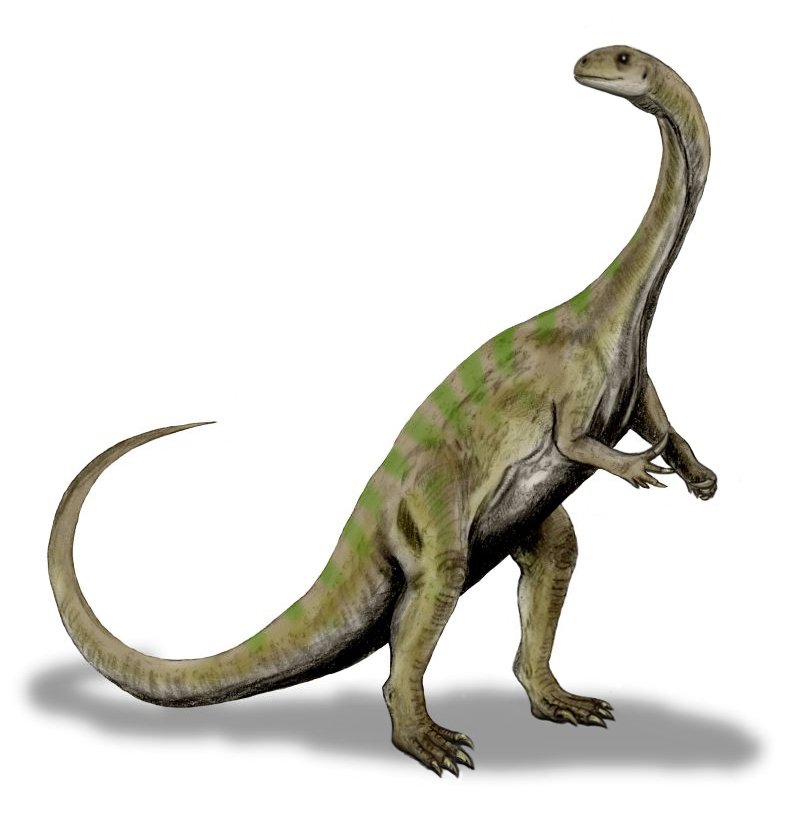
아프리카의 프로사우로포드 마소스폰딜루스(Massospondylus).

중생대 초 아프리카는 판게아의 일부로 지구의 다른 대륙과 붙어 있었다. 아프리카는 트라이아스기에 가까워질 때까지 초대륙 전체를 통틀어 수각룡, 고용각룡, 원시 조반목이 지배적인 균일한 동물군을 이루었다. 후기 트라이아스기 화석은 아프리카 전역에서 발견되며, 북부보다는 남부에 더 많이 나온다. 트라이아스기와 쥐라기의 아프리카 지층에 대해 철저히 연구되지는 않았으나, 두 시대는 전지구적인 영향으로 발생한 멸종 사건으로 경계를 이룬다.
전기 쥐라기 지층은 후기 트라이아스기의 층과 비슷한 모양으로, 남쪽에는 노두(outcrop)가 더 흔하고 화석층은 적은데, 북쪽으로 갈수록 화석층이 많아진다. 쥐라기가 지나면서 아프리카에는 용각류와 조각류와 같은 더욱 거대해진 공룡 무리가 늘어났다. 중기 쥐라기 지층은 아프리카에서 잘 보이지 않고 연구도 잘 되지 않은 실정이다. 후기 쥐라기 지층도 탄자니아의 텡데구루(Tendeguru) 동물군을 빼면 잘 드러나지 않는다. 후기 쥐라기 텡데구루는 북아메리카 서부 모리슨층에서 발견된 화석과 유사하다.
중생대 중반, 약 1억5천만~1억6천만여 년 전에 마다가스카르 섬이 아프리카에서 떨어져나왔는데, 이 섬은 인도와 여타 곤드와나 땅덩어리에 붙어 있었다. 마다가스카르의 화석 가운데는 아벨리사우루스와 티타노사우루스가 있다.

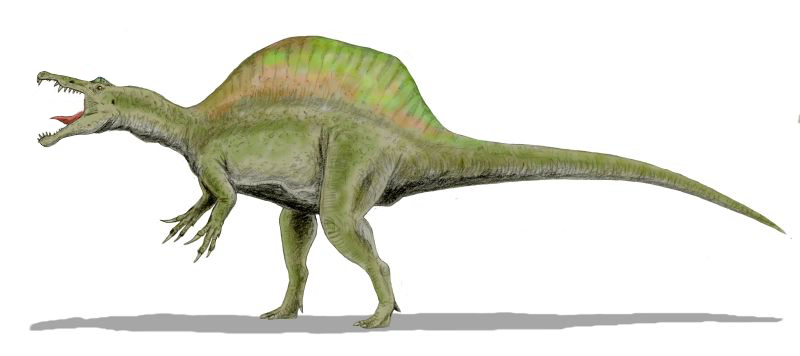
아프리카의 수각아목 스피노사우루스는 가장 큰 육식 공룡이라고 한다.

마다가스카르와 달리 아프리카 본토는 중생대에 전반적으로 안정적인 상태였다. 그러나 판게아의 나머지 땅덩어리가 계속 갈라지면서, 다른 대륙과 관련하여 큰 변화가 있었다. 후기 백악기 초에 남아메리카는 아프리카에서 떨어져 나가 남대서양을 이루게 되었다. 그리하여 해류 변화로 전지구의 기후에 심대한 영향을 끼쳤다.
백악기에 아프리카에는 거대한 육식 공룡 등 알로사우루스류나 스피노사우루스류가 살았다. 티타노사우루스는 이 지역의 고대 생태계에서 중요한 초식 동물이었다. 백악기의 유해는 쥐라기 유해보다 많으나, 동위원소 연대 측정이 안 돼서 정확한 시기를 알기 힘든 경우가 많다.

### 선사 시대

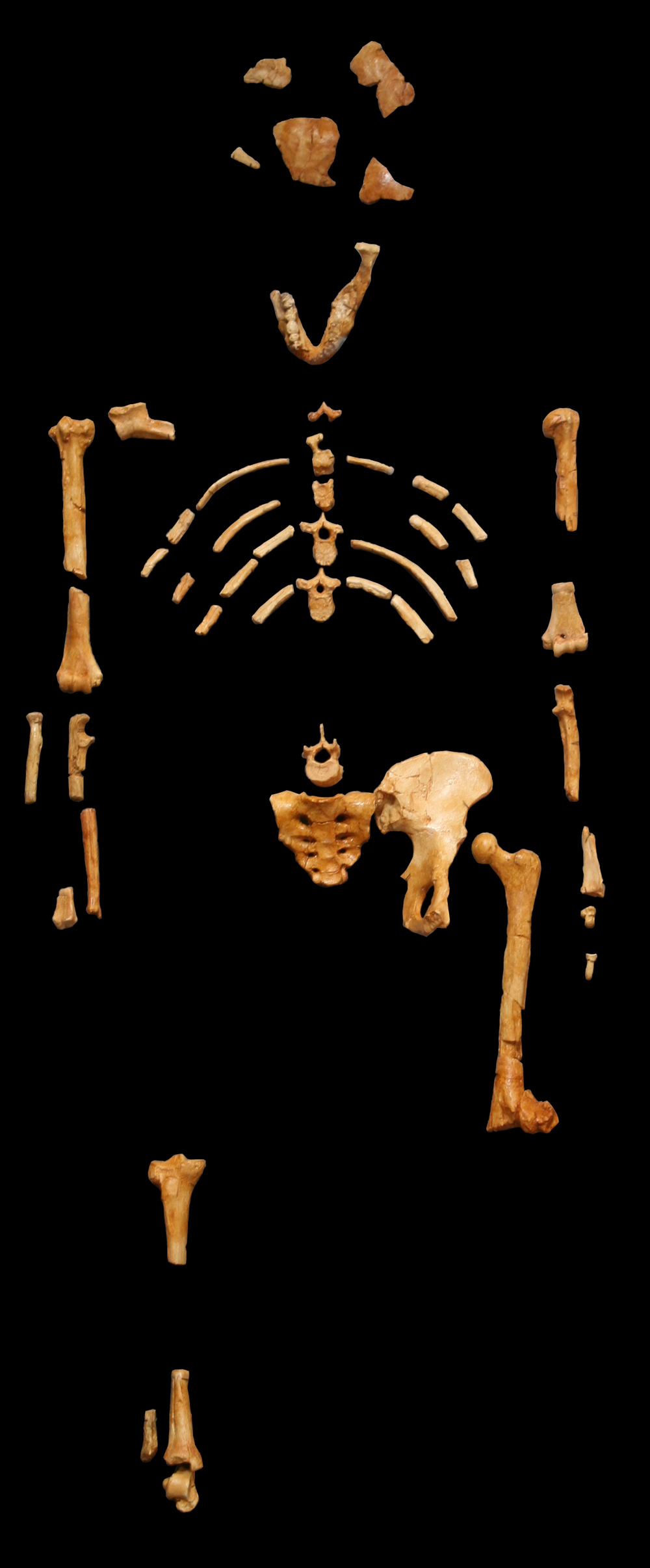
오스트랄로피테쿠스 아파렌시스 루시, 1974년 11월 24일 에티오피아에서 발견.

고인류학자 대부분은 아프리카 대륙에서 인류가 발생하였으며, 지구상에서 인간이 최초로 거주한 땅이라고 보고 있다. 20세기 중반 인류학자들은 아마 7백만여 년 전에 인간이 살았던 여러 증거와 화석을 발견하였다. 오스트랄로피테쿠스 아파렌시스(동위원소 연대측정에 따라 기원전 3백9십만~3백만 년경), 파란트로푸스 보이세이(대략 기원전 2백3십만~1백4십만 년경)), 호모 에르가스터(기원전 1백9십만~6십만 년경) 등 현생 인류의 조상으로 보이는 초기 유인원 여러 종의 화석이 발견되었다.
선사 시대에 아프리카는 (다른 대륙과 마찬가지로) 나라가 없었으며, 코이족나 산족처럼 사냥과 채집으로 먹고 사는 무리들이 살았다.
빙하 시대가 끝나자(기원전 10,500년 경 추정) 사하라 사막은 비옥한 녹지 계곡으로 바뀌었으며, 아프리카 사람들은 사하라 이남 아프리카의 해안 고지나 내륙에서 나와 이 곳으로 돌아왔다. 그러나 기후가 따뜻하고 건조해지자 기원전 5000년경 사하라 지역은 점차 건조하여 살기 힘든 곳이 되었다. 사람들은 사하라를 떠나 제2폭포 밑의 나일강 계곡으로 가서, 영구적인 혹은 반영구적인 거주지를 마련하였다. 큰 기후 정체가 일어나자 중앙아프리카와 동아프리카에 계속 많이 내리던 비가 줄었다. 이 시기부터 동아프리카는 건조한 날씨가 우세하게 되었으며, 이후 200여 년 동안 에티오피아에서 이어졌다.
아프리카에서 농경이 발생하기 전에 소가 가축화되었는데, 아마 사냥ㆍ채집도 병행한 것으로 보인다. 기원전 6000년경 북아프리카에서 소는 이미 길들여진 것으로 보인다. 사하라-나일강 지역에 사람들은 알제리에서 누비아 사이 지역에 흔하던 나귀나 염소 등의 여러 동물을 길들였다.
기원전 4000년에 사하라의 기후는 급속하게 건조해졌다. 이 기후 변화로 호수와 강은 크게 말라버리고, 사막화가 심해졌다. 그리하여 사람이 살 수 있는 땅이 줄어들고, 농경 집단이 서아프리카의 열대 지역으로 이동하는 데 일조하였다.
기원전 1000년경, 북아프리카에 철기가 도입되어, 사하라를 지나 사하라 이남 아프리카의 북부 지역에도 급속히 확산되었다. 기원전 500년경 금속 가공은 서아프리카에서 보편화되었다. 기원전 500년경에 동서 아프리카 지역에 철기 이용이 완전히 확립되었는데, 다른 지역은 기원후 몇백 년이 돼서야 철기를 가공하게 되었다. 이집트, 북아프리카, 누비아, 에티오피아에서 기원전 500년경에 만들어진 구리 유물이 서아프리카에서 발굴되기도 하였는데, 이 시기에 사하라 사막 사이로 무역망이 있었음을 알 수 있다.

### 초기 문명

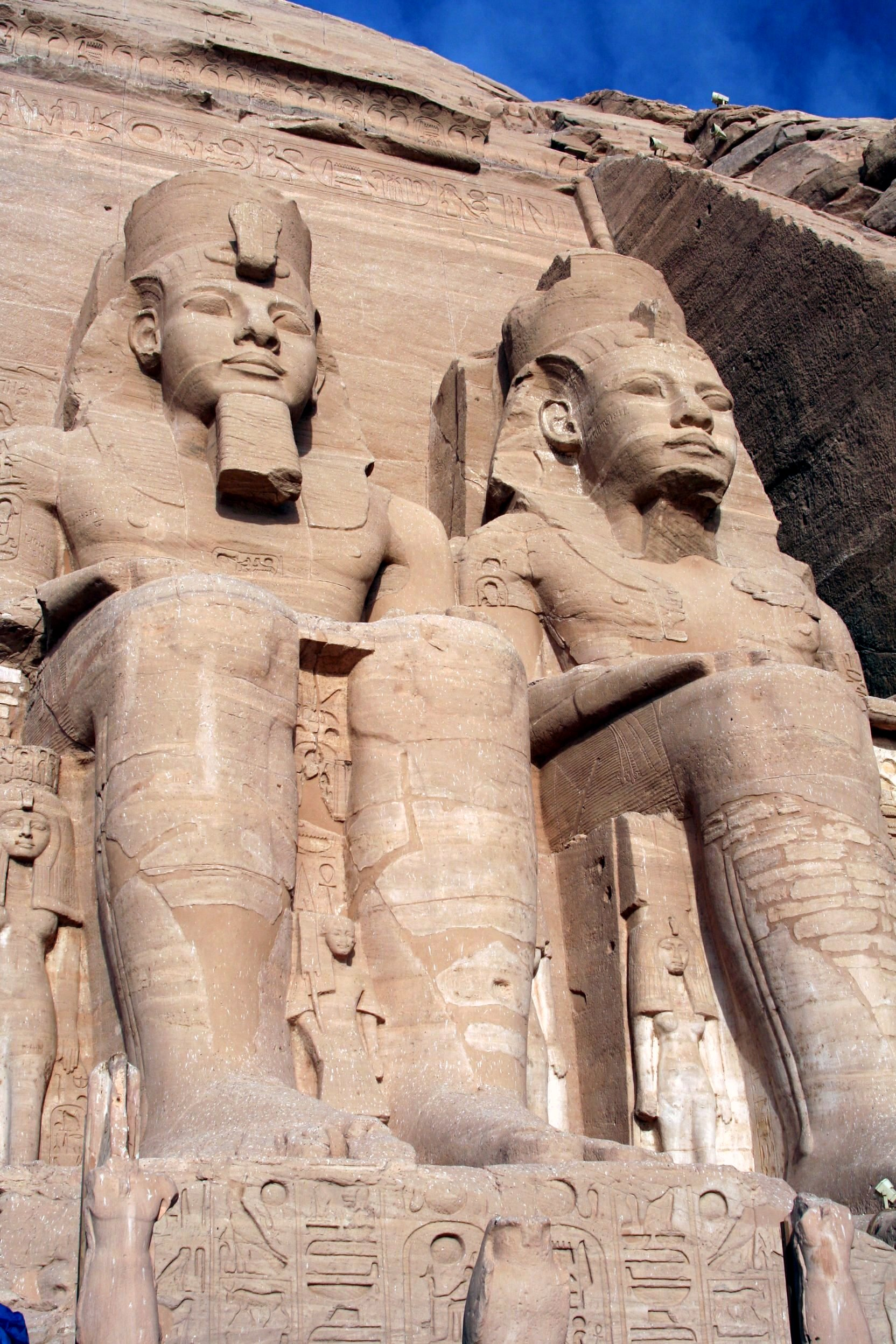
이집트 아부 심벨의 람세스 2세의 거석. 기원전 1400년경.

기원전 3300년경 북아프리카에 고대 이집트 문명에서 문자가 생기면서 역사 기록이 등장한다. 세계적으로 오래된 문명인 이집트는 다른 지역에 영향을 주면서 기원전 343년까지 존속하였다. 이집트의 영향력은 오늘날 리비아와 크레타 북부, 가나안, 남쪽으로는 악숨 왕국, 누비아까지 이르렀다. 북서 아프리카 해안을 따라 카르타고가 페니키아와 무역을 하면서 독립적인 세력을 이루었다.
아프리카에 온 첫 유럽인은 고대 그리스인과 로마인이었다. 기원전 332년에 알렉산드로스 대왕은 페르시아 제국의 지배를 받던 이집트 사람에게 해방자로 환영받았다. 알렉산드로스는 이집트에 알렉산드리아를 세웠으며, 그가 죽은 뒤 이 도시는 프톨레마이오스 왕조의 수도로 번영하였다. 이후 로마 제국이 북아프리카 해안 지역을 정복하고 아프리카 속주를 설치하여, 이 지역은 경제와 문화 면에서 로마 세계에 편입되었다. 로마인의 거주지는 오늘날 튀니지나 여타 해안 지역에서 찾을 수 있다. 기독교는 팔레스티나에서 이집트를 따라 이곳까지 전파되었으며, 남쪽으로 로마 제국의 경계를 넘어 누비아까지 퍼졌으며, 최소 6세기에는 에티오피아까지 이르렀다.
7세기 초에 새로이 발흥한 아랍의 이슬람 제국이 이집트를 지나 북아프리카까지 진출하였다. 이 지역의 베르베르족 상류층은 급속히 무슬림 아랍 부족에 통합되었다.8세기에 우마위야 왕조의 수도 다마스쿠스가 함락되자, 지중해 세계에서 이슬람의 중심지는 시리아에서 북아프리카의 알 카이라완으로 옮아갔다. 무슬림 북아프리카는 다양하게 발전하여, 신비주의자, 학자, 법학자, 철학자의 중심지가 되었다. 이 시기에 이슬람은 주로 무역로와 이주를 통해 사하라 이남에도 퍼졌다.

### 9세기 ~ 18세기
식민 지배 이전의 아프리카에는 10,000개 이상의 국가와 집단이 있었던 것으로 보인다. 이들은 제각각의 정치 조직과 지배 체제를 이루었다. 이 가운데는 아프리카 남부의 산족처럼 사냥과 채집 생활을 하는 작은 가족 집단도 있고, 아프리카 남부와 중부의 반투어권 씨족 집단처럼 좀 더 크고 조직을 갖춘 집단도 있으며, 더 나아가 아프리카의 뿔의 씨족 집단, 사헬 지역의 왕국들, 서아프리카의 요루바와 이그보(Igbo) 혹은 동아프리카의 스와힐리 해안의 무역 도시와 같은 자치 도시국가나 왕국처럼 더욱 체계를 갖춘 나라도 있었다.
기원후 9세기경 초기 하우사 등 일련의 왕조 국가들이 사하라 이남 사바나에서 서부 지역부터 중부 수단을 지배하였다. 이 가운데 가장 강력한 나라는 가나, 가오, 카넴-보르누 제국이었다. 가나는 11세기에 쇠퇴하였으나, 말리 제국이 뒤를 이어 13세기에 서부 수단 대부분을 통합하였다. 카넴은 11세기에 이슬람을 받아들였다.
서아프리카 해안의 삼림 지역에는 북쪽 무슬림의 영향을 받지 않은 독립 왕국들이 성장하였다. 이그보의 은리 왕국(Nri)은 9세기에 세워진 초기 왕국이었다. 또 오늘날 나이지리아 땅에서 매우 오래된 왕국으로, 에제 은리(Eze Nri)가 다스렸다. 은리 왕국은 이그보 우크부(Igbo Ukwu)에서 발견된 정교한 청동 유물으로 유명하다. 이 청동 유물은 9세기경으로 보인다.
요루바의 도시국가와 왕국 가운데 역사상 최초의 나라 이페(Ife)는 이페의 우니(Ooni)라는 성직자 오바(oba, 요루바어로 "왕" 혹은 "지배자"를 뜻한다)가 다스렸다. 이페는 아프리카에서 종교와 문화면에서 중요한 지역으로 여겨졌으며, 청동 조각의 독특한 자연주의 전통으로 유명하였다. 이페의 정부 형태는 오요 제국(Oyo)에서 수용하여, 이곳의 오바(임금)은 오요의 알라핀(alaafin)이라고 하였으며, 한때 수많은 다른 요루바 혹은 비(非)요루바 도시국가와 왕국을 다스렸다. 다호메이의 폰 왕국(Fon)은 오요의 지배를 받는 비 요루바 나라 중 한 곳이었다.
알무라비툰은 사하라 사막의 베르베르 왕조로, 11세기에 광활한 북서 아프리카 지역과 이베리아 반도를 지배하였다. 바누 힐랄과 바누 마킬은 아라비아 반도에서 온 아랍 베두인 부족의 연합체로 11세기에서 13세기 사이에 이집트를 거쳐 서쪽으로 이주하였다. 이들이 이주하면서 아랍인과 베르베르인이 융합하여, 지역 주민이 아랍화되고, 아랍 문화는 이슬람을 기초로 지역 문화의 여러 요소를 흡수하였다.

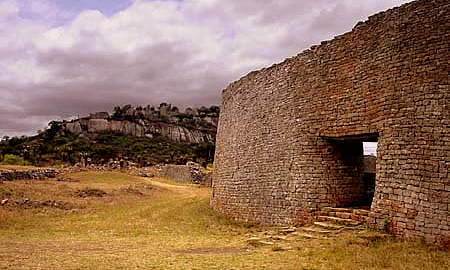
대 짐바브웨 유적(11세기-15세기경)

말리 제국이 붕괴하자 손니 알리(Sonni Ali, 1464~1492)라는 지역 지배자가 니제르 중부와 수단 서부에 송가이 제국을 세우고 사하라 사막간 교역을 장악하였다. 손니 알리는 1468년 팀북투를, 1473년에는 젠네(Djenne)를 함락하여 교역 수입과 무슬림 상인의 지원을 받아 자신의 정권을 세웠다. 그의 후계자 아스키아 무함마드 1세(Askia Mohammad I, 1493?1528)는 이슬람을 국교로 삼아 모스크를 짓고, 수단의 아프리카 무슬림 학문 전통을 세운 알 마길리(al-Maghili)와 같은 학자들을 가오에 보냈다. 11세기경 카노(Kano), 지가와(jigawa), 카치나(Katsina), 고비르(Gobir) 등 일부 하우사 국가는 성벽 도시로 발전하여, 무역에 종사하고 대상(隊商)을 맞아들이며 재화를 생산하였다. 15세기까지 이들 소국들은 당대 수단 제국의 변경에 있었으며, 서쪽의 송가이와 동족의 카넴 보르누에 공물을 바쳤다.

### 노예 무역의 정점
유사 이래 다른 지역과 마찬가지로 아프리카에서도 노예제가 있었다. 7세기에서 20세기에 이르기까지 아랍의 노예 무역은 사하라 사막과 인도양 교역로를 통하여 1천8백만의 아프리카 노예를 데려갔다. 1482년 포르투갈인들은 엘미나에 자리를 잡고 기네아 해안에 수많은 무역 항구를 설립하였다. 주요 상품은 노예, 황금, 상아와 후추였다. 유럽인들이 1492년에 아메리카 대륙을 발견하자, 이전에는 육상 무역이며 여러 대륙에 걸쳐 분화되었던 노예 무역은 아프리카와 아시아, 그리고 아메리카를 주축으로 급속하게 발달하게 되었다. 15세기에서 19세기까지 대서양간 노예 무역으로 7백만~1천2백만의 노예가 신세계로 보내졌다.
서아프리카에서는 1820년대에 대서양간 노예 무역이 쇠퇴하면서 이곳 나라들은 갑작스러운 경제 변화를 맞았다. 신세계에서 노예 수요가 떨어지고, 유럽과 아메리카에서 반노예제 입법이 늘어나고, 영국 해군이 서아프리카 해안에 출몰하면서 노예 무역은 점차 쇠퇴하여 아프리카 나라들은 새로운 경제 형태를 찾게 되었다. 1808년에서 1860년 사이 영국의 서아프리카 함대는 약 1,600여 척의 노예선을 나포하고 배에 있던 150,000명의 아프리카인을 해방하였다. 노예 무역을 불법화하는 데 거부한 아프리카 지배자들에 대한 응징도 이루어졌는데, 가령 "라고스의 찬탈자 왕"은 1851년 권좌에서 쫓겨났다. 반노예제 조약에 50개 이상의 아프리카 나라들이 승인하였다. 서아프리카의 강대국 아산테 연맹, 다호메이 왕국, 오요 제국은 제각기 변화에 적응하는 방법을 취하였다. 아산테와 다호메이는 팜유, 코코아, 목재, 금 등 오늘날 서아프리카 수출의 기반을 이루는 "합법적 상업"의 발전에 주력하였다. 적응에 실패한 오요 제국은 내전으로 붕괴하였다.

### 식민주의와 아프리카 쟁탈전

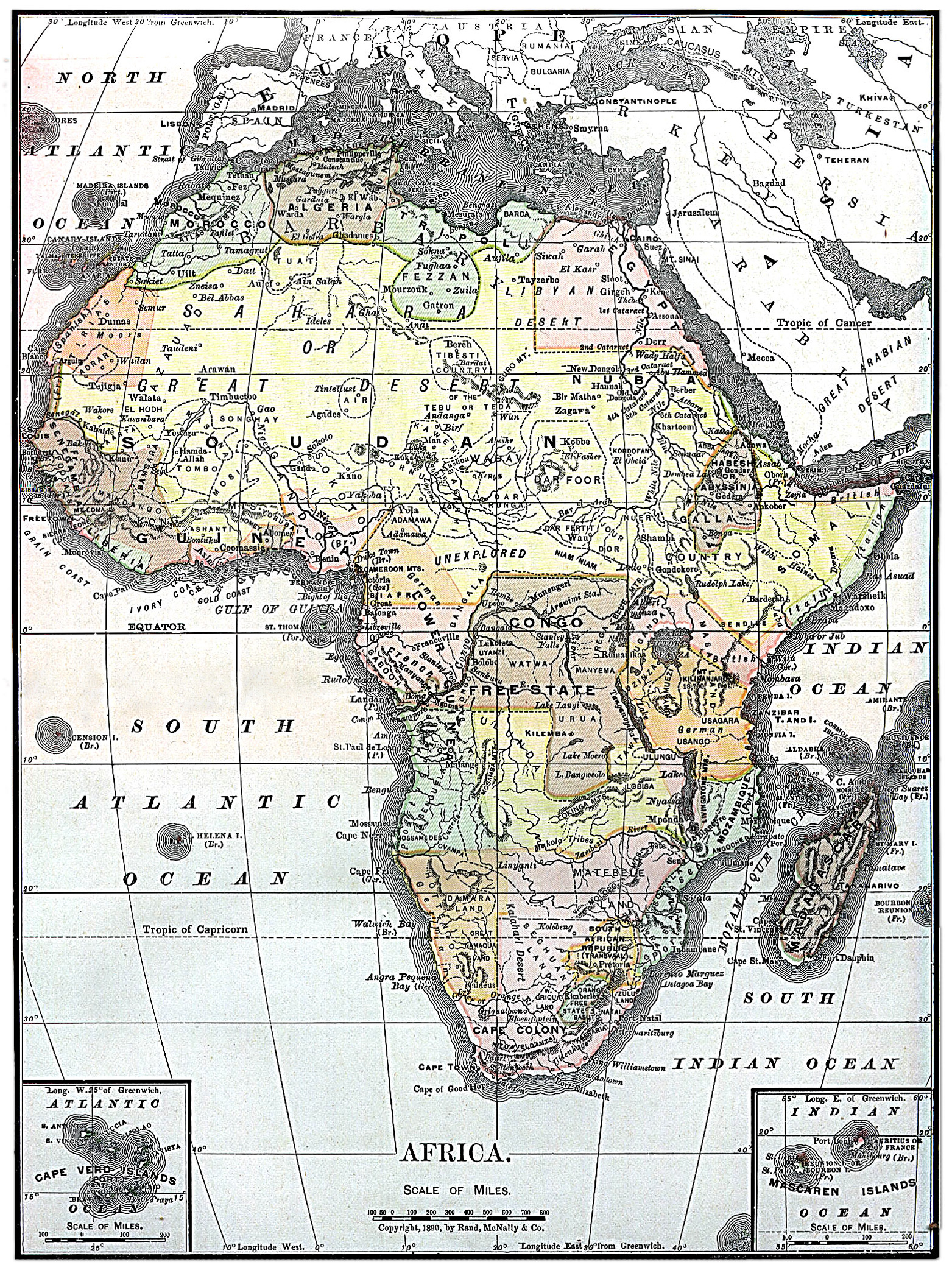
1890년의 아프리카 지도

19세기에 유럽 제국주의 강대국들은 영토 쟁탈전을 벌이며 아프리카 대륙의 대부분을 병탄하였다. 그리하여 수많은 식민 국가가 생겼으며, 독립국은 아프리카계 미국인이 일부 정착하여 세운 라이베리아와 에티오피아 정교회를 신봉하는 에티오피아(유럽인들은 이곳을 "아비시니아Abyssinia"라고 불렀다) 밖에 없었다. 유럽의 식민 지배는 제2차 세계대전이 끝날 때까지 이어졌으며, 전쟁이 끝나면서 여러 나라들이 점차 독립을 얻었다.
아프리카의 독립 운동은 제2차 세계대전으로 유럽 국가들이 약화되면서 활발해졌다. 1951년 이탈리아 식민지 리비아가 독립하였다. 1956년 튀니지와 모로코가 프랑스에서 독립하였다. 가나는 이듬해 그 뒤를 따라 사하라 이남에서 최초의 독립 국가가 되었다. 아프리카의 나머지 나라는 이후 10년 사이 독립하였으며, 상당수는 평화적으로 독립하였지만, 일부는 특히 알제리처럼 전쟁을 거쳐 독립하기도 하였다. 남아프리카 공화국은 최초로 독립을 얻은 나라이지만, 1994년까지 백인 정착민들의 백인 지배와 아파르트헤이트 정책이 지속되었다.

### 식민 지배 이후
오늘날 아프리카에는 54개 독립 주권 국가가 있으며, 이들 나라를 가르는 국경선은 대부분 유럽 식민 지배 시대에 획정된 것이다. 식민 지배 이래 아프리카 나라들은 불안정, 부패, 폭력, 권위주의에 시달렸다. 대다수 아프리카 국가는 대통령제 형태의 공화국이다. 그러나 이 가운데 민주적인 정부를 이룬 나라는 거의 없으며, 대개 쿠데타가 되풀이되며 군사 독재 정권이 들어섰다. 독립 이후 아프리카의 정치 지도자는 대부분 장군 출신으로, 교육 수준도 낮고 민주적인 통치를 무시하였다. 그러나 이질적인 종족들이 이들 지배자 밑에서 통합된 것이야말로 가장 큰 정치 불안정의 요인이다. 여러 정치인들은 정치적 이익("분할하여 통치하라")을 위해 식민 통치로 발생하거나 악화된 종족 갈등을 더욱 부채질하였다. 여러 나라에서 군대는 질서를 제대로 유지할 유일한 집단으로 여겨지고 있으며, 1970년대와 1980년대에 아프리카의 여러 나라에서 군사 지배가 나타났다. 1960년대 초에서 1980년대 후반까지 아프리카는 70번 이상의 쿠데타와 13번의 대통령 암살이 발생하였다. 유럽인들이 그어놓은 국경선 때문에 국경 및 영토 분쟁도 흔하며, 무력 갈등이 널리 일어나고 있다.
미합중국과 소비에트 연방간의 냉전과 국제통화기금의 정책도 아프리카의 불안정에 한몫하였다. 한 나라가 독립하면 이 나라는 두 강국 중 한 곳과 동맹해야 하기 마련이었다. 북아프리카의 여러 나라들은 소련의 군사 원조를 받았으며, 아프리카 중부와 남부의 경우 미국, 프랑스의 지원을 받았다. 1970년대 새로이 독립한 앙골라와 모잠비크가 소련과 동맹을 맺었으며, 아프리카 서부와 남부에서는 반정부 운동에 자금을 지원하여 소련의 영향력을 억누르고자 하면서 갈등이 고조되었다. 1984년 에티오피아의 기근으로 수십만명이 굶어죽었다. 어떤 이는 마르크스 소비에트 정책이 이런 상황을 악화시켰다고 주장하였다
현대 아프리카에서 가장 파괴적인 군사 충돌은 제2차 콩고 전쟁이다. 1996년부터 2004년까지 이 전쟁과 그 여파로 5백4십만 여명이 죽었다. 2003년부터 다르푸르 분쟁이 계속되어 인도주의적 재앙이 되었다. 에이즈도 해방 이후 아프리카의 심각한 문제거리이다.

## 정치

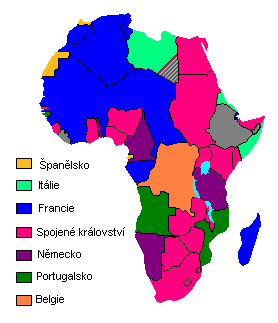
제1차 세계 대전 발발 당시 아프리카의 식민지 지배 상황

아프리카의 현대 정치는 유럽 열강 주도의 16세기 노예 무역과 19세기 제국주의적 식민 통치, 그리고 1960년대 대거 독립 이후 경제·정치·문화상의 신식민주의적 행태와 밀접히 연계되어 있다.

### 아프리카의 식민지
식민주의는 많은 수의 민족 그룹을 불안정하게 했으며 여전히 아프리카의 여러 나라는 정치적으로 불안정하다. 유럽이 아프리카에 영향을 미치기 전 국가 경계는 그리 큰 문제가 아니었고 아프리카인들은 아라비아 등의 타 지역의 관례를 따라 그룹의 영토를 그 그룹의 군사적 또는 상업적 영향력권으로 인식하고 있었다. 유럽 열강들은 1884년 이른바 ‘베를린 회의’에서 서유럽 식민국가들 간의 정치 흥정에 의해 명확한 경계선을 지어서 타 유럽 국가의 식민지와 구별하고자 했는데 이는 원래 이어져 있던 정치적 세력들을 나눠 버리거나 전통적 적들을 같이 몰아넣는 결과를 가져왔다. 예를 들어 콩고강은 자연스러운 지리적 변경선 같아 보이지만 강의 양쪽에는 같은 언어와 문화 그리고 다른 여러 부분을 공유하는 무리들이 거주하고 있었다. 벨기에와 프랑스가 강을 사이에 두고 영토를 분리하게 되자 이들 무리는 서로 갈라지게 되었다.

### 아프리카의 독립
식민 통치 시기에 만들어진 국경을 이어받은 신생국들은 모두 유럽식 민족 국가와의 거리가 먼 다부족 국가들이다. 1960년대 초반 독립한 아프리카 각국은 국경의 테두리 안에서 부족간 통합을 이루려고 무척 애썼다. 그러나 그 통합은 각 부족을 정치적 기반으로 한 정당 간의 경쟁과 균형에 의해서가 아니라 어느 한 부족의 정당ㆍ지도자가 배타적ㆍ독점적으로 지배하는 형태로 이루어져 왔다. 나이지리아의 한 고위 관리는 “아프리카 말에는 아예 ‘야당 지도자’라는 개념이 없다. 오직 정적(政敵)이라는 말이 있을 뿐이다. 아프리카에서 통치란 본질적으로 행정부가 주도하는 일당 독재를 의미한다”라고 말했다.

### 아프리카 연합
아프리카 연합(AU)은 서사하라를 제외한 모든 아프리카 국가로 구성된 국가 연합체이다. 아프리카 연합은 2001년 6월 26일 아디스 아바바에 본부를 두고 창설되었다. 2004년 7월에 아프리카 연합의 범아프리카 의회(PAP)가 남아프리카 공화국의 미드란드(Midrand)로 옮겼으나, 아프리카 인권 및 민권 이사회는 아디스 아바바에 남아있다. 아프리카 연합의 여러 기관을 분권하기 위하여 모든 나라로 기관을 분산하고 있다.
(아프리카 연합 이사회가 아닌) 아프리카 연합은 연합법에 따라 창설되어, 장차 연방체인 아프리카 경제 공동체로 변화하고 나아가 국제적인 대표 회의를 두는 일개 국가로 발전하고자 한다. 아프리카 연합은 입법부, 사법부, 행정부를 갖춘 의회제 정부로 국가 수반이자 범아프리카 의회 의장인 아프리카 연합의 대통령이 이끈다. 연합 대통령은 범아프리카 의회에서 과반수 득표를 얻어 선출된다.
아프리카 의회 의장의 권한과 권위는 연합법과 범아프리카 의회 의정서에 따르며, 이와 더불어 아프리카 통일기구(OAU) 사무총장이 범아프리카 의회에 부여하는 등 아프리카의 조약이나 국제 조약에 의거한다. 아프리카 연합 정부는 연합 전체, 지역, 국가, 지방 당국과 수백 개의 기관이 함께 날마다 연합내 사무를 맡는다.
아프리카의 기관과 국가 사이에 네트워크가 증대되고 있는 조짐이 분명히 보이고 있다. 빈곤하고 비아프리카 국가가 개입했던 콩고 민주 공화국(구 자이레) 내전에서 인접 아프리카 국가들이 개입하였다. (제2차 콩고 전쟁) 1998년에 전쟁이 시작하여 사망자 수가 5백만에 이르고 있다. 아프리카 연합과 같은 정치 연대 덕분에 아프리카 여러 나라들의 협력과 평화가 증대될 희망이 생겼다. 아프리카 여러 지역에서 인권 침해가 자행되고 있으며, 어떤 경우 국가가 감독하는 가운데서 이런 일이 일어나기도 한다. 이런 폭력은 내전의 부작용 등 대부분 정치적인 이유 때문에 일어난다. 최근 심각한 인권 침해가 일어나는 나라로는 콩고 민주 공화국, 시에라리온, 라이베리아, 수단, 짐바브웨, 코트 디부아르 등이다.

## 경제
아프리카에는 천연 자원이 풍부하지만 세계에서 가장 가난한 저개발 지역으로, 그 원인은 여러 가지가 있으나 질병과 바이러스(에이즈와 말라리아 등), 그리고 심각한 인권 침해를 자행하기도 하는 정부의 부패, 국가 계획의 실패, 높은 문맹률, 해외 자본의 부족, 빈번한 부족간 혹은 군사 충돌(게릴라전에서 학살에 이르기까지) 등이 있다. 국제 연합 2003년 인권 개발 보고서에 따르면 최하위 25개국(151위에서 175위까지)은 모두 아프리카 국가였다.
의료 부족과 더불어 빈곤, 문맹, 영양 실조, 부적절한 수도 공급과 위생으로 아프리카 사람들 상당수가 고통받고 있다. 2008년 8월에 세계 은행에서는 하루 1.25$ 수입(이전의 기준은 하루 1.00$)을 새로운 국제 빈곤선으로 정하여 세계의 빈곤 수치를 개정하여 발표하였다. 2005년에 인도의 하루 수입이 2.50$(PPP) 이하였던 인구가 85.7%였는데, 사하라 이남의 아프리카의 경우 이 지역 인구 중 80.5%가 그에 해당하였다. 이 수치를 통해 사하라 이남의 아프리카 나라들이 세계에서 빈곤(하루 수입 1.25$)을 줄이는 데 가장 실패했음을 알 수 있다. 1981년 이곳 인구의 약 50%(2억 명)이 빈곤 상태였으며, 1996년 이 수치는 58%까지 올랐다가 2005년에 50%로 떨어졌다.(3억8천만 명) 사하라 이남 아프리카 지역에서 평균적인 빈곤 인구는 하루 수입이 겨우 70센트 밖에 되지 않으며, 1973년 수치보다 2003년에 더 악화되어, 일부 지역에서 빈곤이 증대되고 있음을 알 수 있다.
이 지역의 빈곤은 식민 지배와 냉전에 기인한 것이다. 어떤 곳의 경우 정부나 외국 회사가 주도한 경제 자유화 계획이 실패한 탓이기도 한데, 외부 요인보다는 국제 정부 정책의 문제를 드는 연구도 있다. 부분적으로 문제는 국제 지원금이 목화, 코코아와 커피 등 수출용 곡물을 재배하는 것에만 쓰이고 자립적 농업에는 투자되지 않았다는 것이다.
아프리카는 또한 만성적인 자본 유출에 시달리고 있다. 아프리카 국가로 유입되어 오는 자본은 곧바로 나가는데, 이는 수출 품목이 외국 소유이라서 (석유가 좋은 예이다.) 곧바로 외국의 주인에게로 돌아가는 경우거나 또는 세계 은행이나 공업 국가에 융자금을 갚아야 하기 때문이다.
그러나 1995년에서 2005년까지 아프리카의 경제성장률은 올라가서, 2005년에 평균 5%대이다. 앙골라, 수단, 적도 기니 등 일부 국가는 더 높은 성장률을 보이기도 하는데, 이 세 나라는 최근 석유 추출을 시작하거나, 석유 정제 용량을 늘렸다. 최근 몇 년간 중화인민공화국은 점차 아프리카 국가와 유대를 강화하고 있다. 2007년 중국 회사는 아프리카에 총 10억 달러를 투자하였다.

## 인구

### 인종과 신체적 특성
대략 아프리카인의 80%가 사하라 사막의 남쪽에 거주한다. 사하라 남쪽의 아프리카인들 사이에는 폭넓은 신체적 특성 차이가 존재한다. 그 중 가장 차이나는 것은 큰 키로 알려진 마사이족과 세계에서 가장 키가 작은 것으로 알려진 피그미인들이다.
현대 사회에서 자신을 아프리카인이라 칭하는 것은 엄청난 정치적 무게를 지닌다. 남아프리카 공화국의 네덜란드계 백인들은 300년간의 식민 역사를 위시하여 자신들을 "아프리카인"이라 부른다. 그러나 토지의 재 분배가 화제인 현대 남아공에서는 "아프리카인"이라는 명칭은 땅에 대한 소유권을 주장할 수 있는 권리와 일치한다. 한편 19세기 노예 무역의 대한 응답은 자신을 흑인 또는 아프리카인 이라 부르는 것에 일정한 혜택을 가져다왔다. 최근 존 케리 미 대통령 후보의 부인이 자신을 아프리칸 아메리칸 이라고 칭한 것이 논란을 불러일으켰다.
아프리카에는 유럽 백인의 식민 지배보다 더 긴 역사를 지닌 아랍계열 민족의 상업 교류와 사하라 북부의 이슬람 정복이 있다. 또한 인도와의 교류도 활발하였다. 이러한 과정은 많은 수의 인도 혈통의 민족과 아랍 혈통의 민족을 아프리카에 정착시켰다.

## 언어
| 아프리칸스어 | 포르투갈어 |
| 아랍어       | 스페인어   |
| 영어         | 스와힐리어 |
| 프랑스어     | 기타       |

아프리카 각국의 공용어

주요 언어 계열의 분포도. 아프리카아시아어족은~? 사헬과 동남아시아로 이어지며, 니제르콩고어족은~? 반투어군의 크기를 보여주기 위해 둘로 나뉘었다.

아프리카에는 3천개가 넘는 언어가 존재하며, 이들 중 아프리카에서 파생된 언어들은 네 가지 어족으로 나뉜다.
- 아프리카아시아어족에는 240개의 언어가 속하며, 북아프리카, 동아프리카, 사헬과 동남아시아에서 2억 8500만 명의 사람들이 사용한다.
- 나일사하라어족에는 100개 이상의 언어가 속하며, 주로 차드, 수단, 에티오피아, 우간다, 케냐와 탄자니아 북부에서 3000만 명이 사용한다.
- 니제르콩고어족은 주로 사하라 남부에서 사용되며 그 언어의 다양함이 세계에서 가장 크다고 짐작된다. 그중 많은 수는 반투어군에 속하며 중부 및 남부 아프리카에서 사용된다.
- 코이산어족에는 50개 이상의 언어가 속하며, 남부 아프리카에서 1200만 명의 사람들이 사용한다. 이들 언어 중에는 사멸할 위기에 처해 있는 것들이 많다. 코이족과 산족은 아프리카 남부의 첫 정착자로 여겨진다.

유럽의 언어 또한 널리 사용된다. 영어와 프랑스어가 강세를 이루며 두 언어를 공용어로 지정한 국가가 많다.

## 문화
아프리카는 하나의 문화가 아니라 여럿의 겹쳐지는 문화를 지닌다. 가장 많이 쓰이는 문화적 구분은 사하라 남쪽의 아프리카와 아랍 세계의 문화와 연계되는 이집트와 모로코 사이의 북부 국가들이다. 이러한 비교법에서 사하라 남쪽의 국가들은 다문화에 포함되는데 그중 영향력이 큰 반투어군을 들 수 있겠다.
프랑스어권 아프리카와 나머지 영역, 특히 예전에 영국의 식민지였던 남아프리카와 동아프리카 또한 문화적으로 경계를 지을 수 있다. 또 다른 하나의 방법은 전통적인 방법으로 살아가고 있는 아프리카의 지역과 기본적으로 근대적인 지역이다. 전통주의자들은 가끔 목축주의자들과 농경주의자들로 나뉘기도 한다.
아프리카의 예술은 이러한 문화적 다양성을 표출한다. 가장 오래된 것은 니제르에서 발견된 6,000년 된 석판이며, 이집트의 기자의 피라미드는 4,000년 후 에펠탑이 세워질 때까지는 세계에서 가장 높은 구조물이었다. 에티오피아 라리벨라에 있는 단석 교회들 중 성 제롬의 교회는 공학적 신기로 평가된다.
아프리카의 음악은 아프리카의 가장 역동적인 예술 표현이다. 이집트는 오랫동안 아랍 세계의 문화적 집중점이었지만 사하라 남쪽의 아프리카 특히 서 아프리카의 리듬 전통은 대서양 노예 무역을 통해 근대의 블루스, 재즈, 레게와 로큰롤으로 전해졌다. 대륙의 근대 음악은 남부 아프리카의 놀라운 완성도의 합창 노래와 콩고 민주주의 공화국의 음악이 주도하는 수쿠의 춤 리듬등을 들 수 있다. 21세기의 최근 트렌드는 아프리카의 힙합의 발생이며 특히 세네갈에서 전통적 음발라와 섞인 형태를 볼 수 있다.

## 나라와 지역
이 표의 국가는 유엔에서 사용하는 지리적 하위 지역에 대한 계획에 따라 분류되며 포함된 데이터는 상호 참조된 기사의 출처별로 제공된다. 차이점이 있는 경우 단서가 명확하게 표시된다.
| 문장                             | 국기                               | 지명 및 영토, 국기 포함                   | 영역 (km2) | 인구          | 연도 | 밀도 (per km2) | 수도                               | 공식 언어로 된 이름 | ISO 3166-1 |
| -------------------------------- | ---------------------------------- | ----------------------------------------- | ---------- | ------------- | ---- | -------------- | ---------------------------------- | --- | ---------- |
| 북아프리카                       |                                    |                                           |            |               |      |                |                                    | |            |
| Algeria                          | 알제리                             | 알제리                                    | 2,381,740  | 46,731,000    | 2022 | 17.7           | 알제                               | الجزائر (al-Jazāʾir)/Algérie | DZA        |
| Canary Islands                   | 카나리아 제도                      | 카나리아 제도 (스페인)                    | 7,492      | 2,154,905     | 2017 | 226            | 라스팔마스, 산타크루스데테네리페   | Canarias | IC         |
| Italy                            | 이탈리아                           | 펠라지에 제도 (이탈리아)                  | 25.5       | 6,556         | 2019 | 247            | 람페두사                           | Pelagie/Isole Pelagie/Ìsuli Pilaggî | ITA        |
| Ceuta                            | 세우타                             | 세우타 (스페인)                           | 20         | 85,107        | 2017 | 3,575          | —                                  | Ceuta/Sebta/سَبْتَة (Sabtah) | EA         |
| Egypt                            | 이집트                             | 이집트                                    | 1,001,450  | 82,868,000    | 2012 | 83             | 카이로                             | مِصر (Miṣr) | EGY        |
| Libya                            | 리비아                             | 리비아                                    | 1,759,540  | 6,310,434     | 2009 | 4              | 트리폴리                           | ليبيا (Lībiyā) | LBY        |
| Madeira                          | 마데이라 제도                      | 마데이라 (포르투갈)                       | 797        | 245,000       | 2001 | 307            | 푼샬                               | Madeira | PRT-30     |
| Melilla                          | 멜리야                             | 멜리야 (스페인)                           | 12         | 85,116        | 2017 | 5,534          | —                                  | Melilla/Mlilt/مليلية | EA         |
| Morocco                          | 모로코                             | 모로코                                    | 446,550    | 35,740,000    | 2017 | 78             | 라바트                             | المغرب (al-maḡrib)/ⵍⵎⵖⵔⵉⴱ (lmeɣrib)/Maroc | MAR        |
| Tunisia                          | 튀니지                             | 튀니지                                    | 163,610    | 10,486,339    | 2009 | 64             | 튀니스                             | تونس (Tūnis)/Tunest/Tunisie | TUN        |
| Western Sahara                   | 사하라 아랍 민주 공화국            | 사하라 아랍 민주 공화국                   | 266,000    | 405,210       | 2009 | 2              | 엘아이운                           | الصحراء الغربية (aṣ-Ṣaḥrā' al-Gharbiyyah)/Taneẓroft Tutrimt/Sáhara Occidental                                                                                | ESH        |
| 동아프리카                       |                                    |                                           |            |               |      |                |                                    | |            |
| Burundi                          | 부룬디                             | 부룬디                                    | 27,830     | 8,988,091     | 2009 | 323            | 기테가                             | Uburundi/Burundi/Burundi | BDI        |
| Comoros                          | 코모로                             | 코모로                                    | 2,170      | 752,438       | 2009 | 347            | 모로니                             | Komori/Comores/جزر القمر (Juzur al-Qumur) | COM        |
| Djibouti                         | 지부티                             | 지부티                                    | 23,000     | 828,324       | 2015 | 22             | 지부티                             | Yibuuti/جيبوتي (Jībūtī)/Djibouti/Jabuuti | DJI        |
| Eritrea                          | 에리트레아                         | 에리트레아                                | 121,320    | 5,647,168     | 2009 | 47             | 아스마라                           | Eritrea | ERI        |
| Ethiopia                         | 에티오피아                         | 에티오피아                                | 1,127,127  | 84,320,987    | 2012 | 75             | 아디스아바바                       | ኢትዮጵያ (Ītyōṗṗyā)/Itiyoophiyaa/ኢትዮጵያ/Itoophiyaa/Itoobiya/ኢትዮጵያ                                                                                                | ETH        |
|                                  | 프랑스령 남방 및 남극 지역         | 프랑스령 남방 및 남극 지역 (프랑스)       | 439,781    | 100           | 2019 | —              | 생피에르                           | Terres australes et antarctiques françaises | FRA-TF     |
| Kenya                            | 케냐                               | 케냐                                      | 582,650    | 39,002,772    | 2009 | 66             | 나이로비                           | Kenya | KEN        |
| Madagascar                       | 마다가스카르                       | 마다가스카르                              | 587,040    | 20,653,556    | 2009 | 35             | 안타나나리보                       | Madagasikara/Madagascar | MDG        |
| Malawi                           | 말라위                             | 말라위                                    | 118,480    | 14,268,711    | 2009 | 120            | 릴롱궤                             | Malaŵi/Malaŵi | MWI        |
| Mauritius                        | 모리셔스                           | 모리셔스                                  | 2,040      | 1,284,264     | 2009 | 630            | 포트루이스                         | Maurice/Moris | MUS        |
| Mayotte                          | 마요트                             | 마요트 (프랑스)                           | 374        | 223,765       | 2009 | 490            | 마무주                             | Mayotte/Maore/Maiôty | MYT        |
| Mozambique                       | 모잠비크                           | 모잠비크                                  | 801,590    | 21,669,278    | 2009 | 27             | 마푸투                             | Moçambique/Mozambiki/Msumbiji/Muzambhiki | MOZ        |
| Réunion                          | 레위니옹                           | 레위니옹 (프랑스)                         | 2,512      | 743,981       | 2002 | 296            | 생드니                             | La Réunion | FRA-RE     |
| Rwanda                           | 르완다                             | 르완다                                    | 26,338     | 10,473,282    | 2009 | 398            | 키갈리                             | Rwanda | RWA        |
| Seychelles                       | 세이셸                             | 세이셸                                    | 455        | 87,476        | 2009 | 192            | 빅토리아                           | Seychelles/Sesel | SYC        |
| Somalia                          | 소말리아                           | 소말리아                                  | 637,657    | 9,832,017     | 2009 | 15             | 모가디슈                           | 𐒈𐒝𐒑𐒛𐒐𐒘𐒕𐒖 (Soomaaliya) /الصومال (aṣ-Ṣūmāl) | SOM        |
| Somaliland                       | 소말릴란드                         | 소말릴란드                                | 176,120    | 5,708,180     | 2021 | 25             | 하르게이사                         | Soomaaliland/صوماليلاند (Ṣūmālīlānd) |            |
| South Sudan                      | 남수단                             | 남수단                                    | 619,745    | 8,260,490     | 2008 | 13             | 주바                               | South Sudan | SSD        |
| Sudan                            | 수단                               | 수단                                      | 1,861,484  | 30,894,000    | 2008 | 17             | 하르툼                             | Sudan/السودان (as-Sūdān) | SDN        |
| Tanzania                         | 탄자니아                           | 탄자니아                                  | 945,087    | 44,929,002    | 2009 | 43             | 도도마                             | Tanzania/Tanzania | TZA        |
| Uganda                           | 우간다                             | 우간다                                    | 236,040    | 32,369,558    | 2009 | 137            | 캄팔라                             | Uganda/Yuganda | UGA        |
| Zambia                           | 잠비아                             | 잠비아                                    | 752,614    | 11,862,740    | 2009 | 16             | 루사카                             | Zambia | ZMB        |
| Zimbabwe                         | 짐바브웨                           | 짐바브웨                                  | 390,580    | 11,392,629    | 2009 | 29             | 하라레                             | Zimbabwe | ZWE        |
| 중앙아프리카                     |                                    |                                           |            |               |      |                |                                    | |            |
| Angola                           | 앙골라                             | 앙골라                                    | 1,246,700  | 12,799,293    | 2009 | 10             | 루안다                             | Angola | AGO        |
| Cameroon                         | 카메룬                             | 카메룬                                    | 475,440    | 18,879,301    | 2009 | 40             | 야운데                             | Cameroun/Kamerun | CMR        |
| Central African Republic         | 중앙아프리카 공화국                | 중앙아프리카 공화국                       | 622,984    | 4,511,488     | 2009 | 7              | 방기                               | Ködörösêse tî Bêafrîka/République centrafricaine | CAF        |
| Chad                             | 차드                               | 차드                                      | 1,284,000  | 10,329,208    | 2009 | 8              | 은자메나                           | تشاد (Tšād)/Tchad | TCD        |
| Republic of the Congo            | 콩고 공화국                        | 콩고 공화국                               | 342,000    | 4,012,809     | 2009 | 12             | 브라자빌                           | Congo/Kôngo/Kongó | COG        |
| Democratic Republic of the Congo | 콩고 민주 공화국                   | 콩고 민주 공화국                          | 2,345,410  | 69,575,000    | 2012 | 30             | 킨샤사                             | République démocratique du Congo | COD        |
| Equatorial Guinea                | 적도 기니                          | 적도 기니                                 | 28,051     | 633,441       | 2009 | 23             | 말라보                             | Guinea Ecuatorial/Guinée Équatoriale/Guiné Equatorial | GNQ        |
| Gabon                            | 가봉                               | 가봉                                      | 267,667    | 1,514,993     | 2009 | 6              | 리브르빌                           | gabonaise | GAB        |
|                                  | 상투메 프린시페                    | 상투메 프린시페                           | 1,001      | 212,679       | 2009 | 212            | 상투메                             | São Tomé e Príncipe | STP        |
| 남아프리카                       |                                    |                                           |            |               |      |                |                                    | |            |
| Botswana                         | 보츠와나                           | 보츠와나                                  | 600,370    | 1,990,876     | 2009 | 3              | 가보로네                           | Botswana/Botswana | BWA        |
| Eswatini                         | 에스와티니                         | 에스와티니                                | 17,363     | 1,123,913     | 2009 | 65             | 음바바네                           | eSwatini/Eswatini | SWZ        |
| Lesotho                          | 레소토                             | 레소토                                    | 30,355     | 2,130,819     | 2009 | 70             | 마세루                             | Lesotho/Lesotho | LSO        |
| Namibia                          | 나미비아                           | 나미비아                                  | 825,418    | 2,108,665     | 2009 | 3              | 빈트후크                           | Namibia | NAM        |
| South Africa                     | 남아프리카 공화국                  | 남아프리카 공화국                         | 1,219,912  | 51,770,560    | 2011 | 42             | 블룸폰테인, 케이프타운, 프리토리아 | yaseNingizimu Afrika/yoMzantsi-Afrika/Suid-Afrika/Afrika-Borwa/Aforika Borwa/Afrika Borwa/Afrika Dzonga/yeNingizimu Afrika/Afurika Tshipembe/yeSewula Afrika | ZAF        |
| 서아프리카                       |                                    |                                           |            |               |      |                |                                    | |            |
| Benin                            | 베냉                               | 베냉                                      | 112,620    | 8,791,832     | 2009 | 78             | 포르토노보                         | Bénin | BEN        |
| Burkina Faso                     | 부르키나파소                       | 부르키나파소                              | 274,200    | 15,746,232    | 2009 | 57             | 와가두구                           | Burkina Faso | BFA        |
| Cape Verde                       | 카보베르데                         | 카보베르데                                | 4,033      | 429,474       | 2009 | 107            | 프라이아                           | Cabo Verde/Kabu Verdi | CPV        |
| The Gambia                       | 감비아                             | 감비아                                    | 11,300     | 1,782,893     | 2009 | 158            | 반줄                               | The Gambia | GMB        |
| Ghana                            | 가나                               | 가나                                      | 239,460    | 23,832,495    | 2009 | 100            | 아크라                             | Ghana | GHA        |
| Guinea                           | 기니                               | 기니                                      | 245,857    | 10,057,975    | 2009 | 41             | 코나크리                           | Guinée | GIN        |
| Guinea-Bissau                    | 기니비사우                         | 기니비사우                                | 36,120     | 1,533,964     | 2009 | 43             | 비사우                             | Guiné-Bissau | GNB        |
| Ivory Coast                      | 코트디부아르                       | 코트디부아르                              | 322,460    | 20,617,068    | 2009 | 64             | 아비장, 야무수크로                 | Côte d'Ivoire | CIV        |
| Liberia                          | 라이베리아                         | 라이베리아                                | 111,370    | 3,441,790     | 2009 | 31             | 몬로비아                           | Liberia | LBR        |
| Mali                             | 말리                               | 말리                                      | 1,240,000  | 12,666,987    | 2009 | 10             | 바마코                             | Mali | MLI        |
| Mauritania                       | 모리타니                           | 모리타니                                  | 1,030,700  | 3,129,486     | 2009 | 3              | 누악쇼트                           | موريتانيا (Mūrītānyā) | MRT        |
| Niger                            | 니제르                             | 니제르                                    | 1,267,000  | 15,306,252    | 2009 | 12             | 니아메                             | Niger | NER        |
| Nigeria                          | 나이지리아                         | 나이지리아                                | 923,768    | 166,629,000   | 2012 | 180            | 아부자                             | Nigeria | NGA        |
| United Kingdom                   | 세인트헬레나 어센션 트리스탄다쿠냐 | 세인트헬레나 어센션 트리스탄다쿠냐 (영국) | 420        | 7,728         | 2012 | 13             | 제임스타운                         | Saint Helena, Ascension and Tristan da Cunha | SHN        |
| Senegal                          | 세네갈                             | 세네갈                                    | 196,190    | 13,711,597    | 2009 | 70             | 다카르                             | Sénégal | SEN        |
| Sierra Leone                     | 시에라리온                         | 시에라리온                                | 71,740     | 6,440,053     | 2009 | 90             | 프리타운                           | Sierra Leone | SLE        |
| Togo                             | 토고                               | 토고                                      | 56,785     | 6,019,877     | 2009 | 106            | 로메                               | togolaise | TGO        |
| 아프리카 통계                    | 아프리카 통계                      | 아프리카 통계                             | 30,368,609 | 1,001,320,281 | 2009 | 33             |                                    | |            |

## 종교
아프리카에는 수많은 종교들이 존재한다. 세계의 타 지역과 마찬가지로 많은 형태의 조상 숭배와 애니미즘이 존재한다. 여러 신앙 구조들이 공유하는 바 중 하나는 영적 세계를 도움이 되는 것과 손해가 되는 것으로 나누는 것을 볼 수 있다. 도움이 되는 신령들은 자신의 계승자들을 돕는 조상의 영혼들과 공동체를 자연 재해나 적의 공격으로부터 보호하는 강력한 영혼들을 들 수 있다.
아프리카의 종교는 크게 이슬람교·기독교·전통종교로 나뉜다.
이슬람교는 7세기에 아라비아반도에서 아프리카로 전해져 지중해 연안지역으로 퍼졌다. 이슬람교가 사하라사막을 넘어 블랙아프리카까지 퍼지기 시작한 것은 11세기 무렵으로, 평화적인 포교활동과 지하드(聖戰), 그리고 북아프리카와 블랙아프리카와의 교역활동에 힘입어 널리 전파되었다. 이슬람교의 블랙아프리카로의 확대과정은 19세기 말에 시작된 열강의 아프리카 식민지분할기에도 계속되었다. 오늘날 아프리카의 이슬람권은 북부와 서부 지역을 중심으로 하며, 동부에서는 수단·소말리아·에티오피아, 그리고 케냐에서 탄자니아를 거쳐 모잠비크 북부에 이르는 연안부에도 띠모양으로 이슬람권이 형성되어 있다. 중앙아프리카에도 차드(인구의 50%)와 카메룬(20%) 등의 국가에 많은 이슬람교도가 있다. 아프리카의 이슬람교도의 총수는 1981년 1억 4,574만 명으로, 그 가운데 반수가 북아프리카, 1/4이 서아프리카, 나머지 1/4이 동부 및 중앙아프리카에 각각 거주하고 있다.
기독교는 1세기 이후 지중해 연안에서 북아프리카로 전래되었는데, 블랙아프리카에 전파된 시기는 15세기 말 포르투갈의 이 지역 진출에 따른 것으로, 그 뒤 현재의 콩고나 앙골라에서 선교사들에 의해 교회가 세워졌다. 그러나 블랙아프리카에서 기독교의 대대적인 포교활동이 시작된 것은 18세기 이후이며, 19세기 말부터 시작된 식민지주의의 본격적 진출과 함께 포교활동도 절정에 달했다. 1981년의 통계에 따르면, 아프리카의 기독교인 수는 총 1억 3091만으로, 개신교가 약 6,978만, 로마 가톨릭 교회가 약 4,802만, 정교회 및 기타가 약 1,310만 명이다. 그외 아프리카 기독교 교파로는 성공회, 아프리카 독립 기독교회(African Independence Christian Church)가 있다. 기독교의 분포지역은 대체로 이슬람교도의 분포지역에서 벗어난 블랙아프리카가 중심이다.
이 밖에 힌두교도가 약 138만을 헤아리나 분포지역은 인도계 사람이 많은 남아프리카공화국이나 케냐 등 동아프리카 일부에 한정되어 있다.
나머지 아프리카인들은 대부분이 애니미즘으로 분류되는 여러 가지 전통종교를 가지고 있는데, 사회의 근대화에 따라 기독교나 이슬람교를 받아들이는 경향도 보인다. 이로 인해 기독교인과 이슬람교도의 수가 서서히 증가하고 있다.

## 교통
아프리카의 교통체계는 식민지시대에 식민국의 전략적 의도와 경제적 필요에 따라 광산·농업·임산자원의 개발·반출에 적합하도록 정비되었다. 각국의 식민지정부는 개별적으로 자국 식민지에 철도망을 건설하였으나, 이웃 여러 나라와의 연관성은 고려되지 않았다.
철도는 화물수송을 위주로 하며 현재에도 총수송량의 약 3/4은 수출용 화물이다. 아프리카의 철도 총연장은 약 7만5,000km 로 약 30%는 남아프리카공화국에 집중되어 있으며, 철도수입의 절반 이상을 남아프리카공화국에서 차지하고 있다. 남아프리카공화국 이외 지역의 철도는 각 영역마다 궤도가 다르고 정합성(整合性)이나 제휴성이 약했지만, 독립 뒤에는 일부 지역에서 기존 노선의 연장과 새로운 노선이 건설되었다. 특히 내륙국인 잠비아와 탄자니아의 다르에스살람을 연결한 〈탄자니아－잠비아 철도〉는 중국의 원조와 기술협력에 의해 완성되었다.
한편, 철도와 수운(水運)의 이용이 한정된 아프리카에서는 도로가 매우 중요한 역할을 담당하고 있다. 농산품의 집하·운송과 소비물자 및 승객의 수송에 편리한 소형트럭을 많이 이용하고 있지만, 도로포장률이 낮고 도로의 유지·보수 등이 완전하지 못하다. 이러한 문제점을 해결하기 위해 UN의 아프리카경제위원회는 몸바사와 라고스를 잇는 사하라횡단고속도로와 서아프리카의 라고스에서 다카르를 잇는 고속도로의 건설을 계획하고 있다.도시간(間)의 교통은 자동차를 이용하고 있으나, 지역간 운반 교통으로는 북부지방에서는 낙타, 중부지방에서는 흑인, 남부에서는 소를 많이 이용한다. 도로망의 발달은 식민지 통치를 위한 정치적·군사적 필요성에서 시작되었으며, 경제 산업상의 목적은 그 다음이었다. 따라서 독립이 된 지금은 도로가 크게 부족하다.
수운(水運)은 콩고 강, 나일강, 니제르강, 잠베지강 등이 하천 교통으로 이용되고 있으며, 해안지방의 도시인들은 국제적인 무역항이 많다. 특히 수에즈 운하는 유럽과 아시아의 지름길 역할을 한다.

### 서아프리카

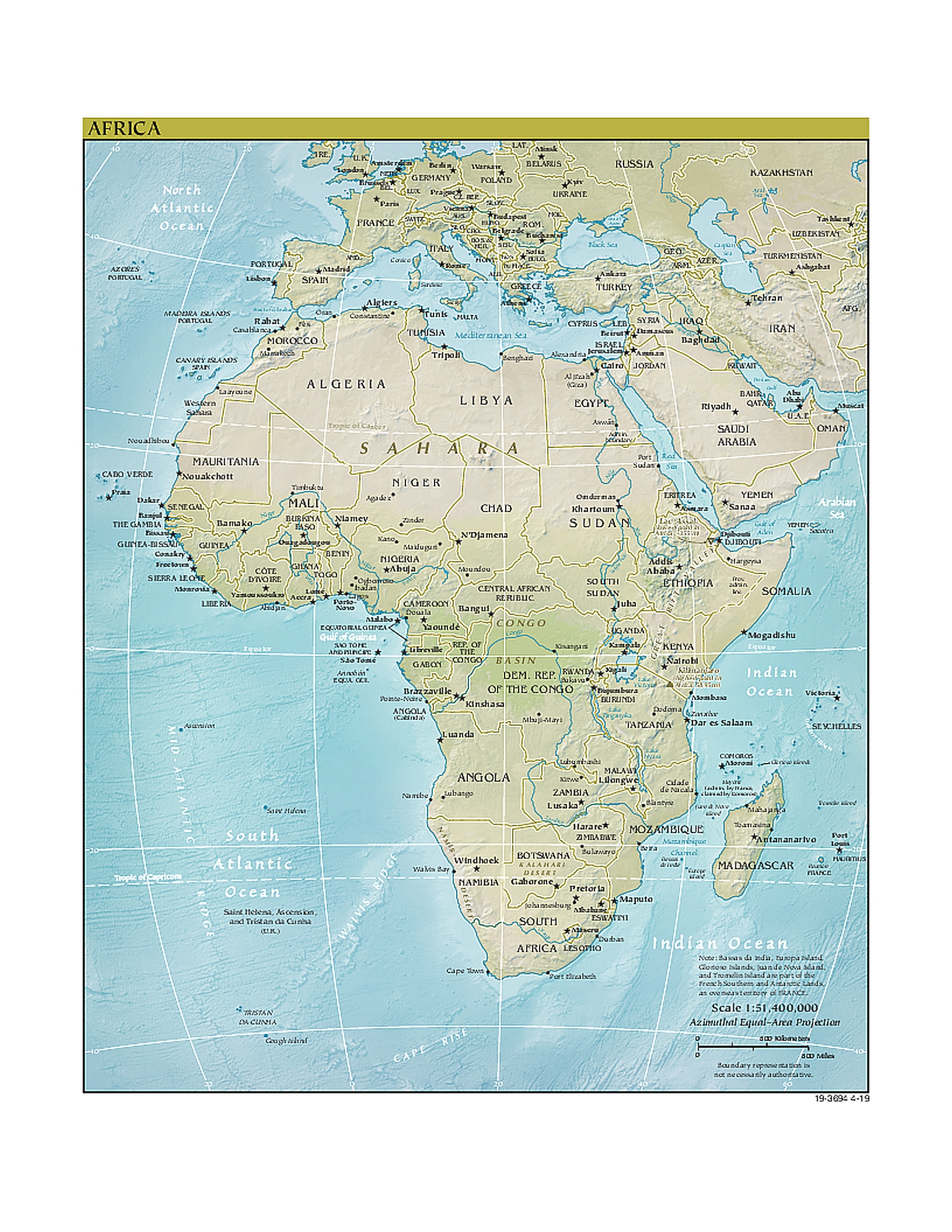
아프리카의 지도

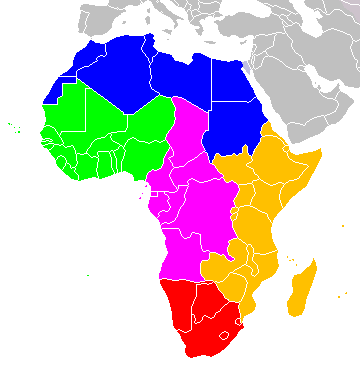
아프리카의 세부지역:
북아프리카
서아프리카
중앙아프리카
동아프리카
남아프리카